# Unlimited (Magic: The Gathering)
Unlimited er titlen på den tredje serie i samlekortspillet Magic: The Gathering. Serien blev udgivet i december 1993 og indeholder 302 forskellige kort.
| Spil | Spire Denne artikel om spil eller lege er en spire som bør udbygges. Du er velkommen til at hjælpe Wikipedia ved at udvide den. |